# Mycetophila sinuosa
Mycetophila sinuosa är en tvåvingeart som beskrevs av Eberhard Plassmann och Schacht 1999. Mycetophila sinuosa ingår i släktet Mycetophila och familjen svampmyggor.
Artens utbredningsområde är Tyskland. Arten är reproducerande i Sverige. Inga underarter finns listade i Catalogue of Life.